# Кишинский, Александр Евгеньевич
Александр Евгеньевич Кишинский (род. 1952) — полковник милиции, участник разгона Верховного Совета России, Герой Российской Федерации (1993).

## Биография
Александр Кишинский родился 8 апреля 1952 года в городе Ивантеевка Московской области. Окончил среднюю школу. В 1973—1975 годах он проходил срочную службу в Советской Армии. В 1980 году Кишинский окончил Московский государственный университет. С того же года — в органах МВД СССР, первоначально был инспектором Главного Управления вневедомственной охраны. С 1991 года Кишинский работал в Главном Управлении уголовного розыска МВД СССР оперуполномоченным, затем старшим оперуполномоченным. С 1988 года неоднократно выезжал в служебные командировки для расследования опасных преступлений, работал в Нагорном Карабахе, Азербайджане, Абхазии, Южной и Северной Осетиях, Ингушетии.
Во время октябрьских событий 1993 года в Москве Кишинский был назначен руководителем штурмовой группы. Он одним из первых проник в Белый Дом и вместе со своей группой занял несколько его этажей, разоружив около 30 защитников Верховного Совета, сдавшихся без боя.
Указом Президента Российской Федерации № 1600 от 7 октября 1993 года за «мужество и героизм, проявленные при выполнении специального задания» майор милиции Александр Кишинский был удостоен высокого звания Героя Российской Федерации с вручением медали «Золотая Звезда».
В дальнейшем участвовал в ликвидации осетино-ингушского конфликта, штурме Грозного, боях у станицы Ассиновская и у села Бамут. В 1997 году в звании полковника милиции Кишинский был уволен в запас. Проживает в Москве, работает директором частного охранного предприятия.
Также награждён медалью «За отвагу» и рядом других медалей.